# Karolina Goczewa
Karolina Goczewa (cyryl. Каролина Гочева; ur. 28 kwietnia 1980 w Bitoli) – macedońska piosenkarka.
Debiutowała w 1991 występem na festiwalu Makfest. Od tamtej pory nagrała i wydała dziewięć albumów studyjnych: Мamo puszti me (1992), Jas imam pesna (2000), Zoszto sonot ima kraj (2001), Znaeš kolku vredam (2003), Wo zaboraw (2005), Makedonsko dewojcze (2008), Kapka pod neboto (2010), Makedonsko dewojcze 2 (2014) i Izwor (2018).
Wielokrotna uczestniczka Skopje Festival i dwukrotna zwyciężczyni festiwalu (2002, 2007). Dwukrotna reprezentantka Macedonii w Konkursie Piosenki Eurowizji (2002, 2007).

## Dyskografia
Albumy studyjne
- Мamo puszti me (1992)
- Jas imam pesna (2000)
- Zoszto sonot ima kraj (2001)
- Znaeš kolku vredam (2003)
- Wo zaboraw (2005)
- Makedonsko dewojcze (2008)
- Kapka pod neboto (2010)
- Makedonsko dewojcze 2 (2014)
- Izwor (2018)

Albumy kompilacyjne
- Najubali pesni (2012)[16].